# 이반 데니소비치의 하루 (영화)
이반 데니소비치의 하루(En dag i Ivan Denisovitsj' liv)는 알렉산드르 솔제니친의 동명의 소설 《이반 데니소비치의 하루》에 기반을 둔 1970년 드라마 영화이다.

## 내용
'C854호'. 이것이 시베리아의 수용소에 갇힌 이반 데니소비치(톰 코트네이)의 이름. 영하 40도의 추위에 시베리아의 수림(樹林)은 눈과 얼음만이 반짝일 뿐 눈이 부셔 현기증이 난다. 주어진 하루의 작업을 하기 위하여 이반 일행은 몇 킬로미터나 되는 눈길을 묵묵히 걷기만 한다. 온몸의 감각이 마비될 즈음에야 겨우 작업장에 도착, 이제는 해가 질 때까지 쉴 새 없이 일을 해야 된다. 도대체 나는 무슨 나쁜 짓을 하였기에 이토록 호된 고역을 치러야 하나. 그런 것은 생각조차 해 본 적이 없다. 해 보았자 아무 소용이 없음을 알기 때문이다. 그보다는 요령껏 몸을 아끼고 멀건 스프에 한 조각의 건더기나마 더 얻는 일이 중요하다.
하루가 끝난다. 빈대투성이의 계단식 침대에 오르면 오늘 하루도 탈없이 보냈다는 안도감이 어쩌면 흐뭇한지도 모른다. 부디 오늘 같은 하루가 내일도 계속되기를 바랄 뿐이다. 여기서는 병에 걸리거나 감독의 미움을 받기라도 하면 그것으로 끝장. 하루가 지난다. 그래도 형기는 아직 3천653일, 시베리아의 눈보라가 어둠을 헤치기라도 하듯 흉폭하게 몰아치고 있다.

## 감상
원작자 솔제니친은 도대체 여기서 무엇을 말하려는 것일까. 단순히 무저항의 수용소 인간군(人間群)을 그리려고 한 것뿐일까. 너무나 비인간적인 수인(囚人)의 생활에 그는 한마디의 논평도 않는다. 그러나 후르시초프 정권하의 이른바 '해빙기'에 발표된 이 작품이 스탈린 비판의 용기 있는 명작으로서 소련 국내 및 세게 각국에서 크게 인정받았음을 볼 때, 아무 말도 안한 작품의 묵직한 의미를 통감하지 않을 수 없다.

## 출연
- 톰 코트니